# 当夫勒
吕涅（法語：Damphreux，法語發音：[dɑ̃fʁø]）是瑞士汝拉州的一个旧市镇。该市镇总面积为5.62平方千米，截至2018年12月31日总人口为176人。